# Helene Floodová
Helene Floodová, norsky Helene Flood Aakwaag (̈* 1982 Oslo) je norská psycholožka a spisovatelka, autorka psychologických thrillerů, románů o psychicky narušených mladých lidech a jejich problémech, populární a naučné literatury.

## Život a kariéra
Vystudovala obor psychologie na Univerzitě v Oslu (UiO) a od roku 2012 byla zaměstnána jako výzkumný pracovník III. typu NKVT (ekvivalent univerzitního lektora), poté jako vědecký pracovník ve výzkumném institutu Národního centra násilí a traumatického stresu Univerzity v Oslu), se sídlem ve fakultní nemocnici v Oslu. Jako výzkumná pracovnice NKVTS získala v roce 2016 doktorát z psychologie dizertační prací Násilí, reviktimizace, hanba a vina související s traumatem. Od roku 2016 je vědeckou pracovnicí II. typu (ekvivalent docenta) na NKVT.

## Dílo

### Romány
- Heis med Houdini'(česky: Výtah s Houdinim) (2008), prvotina, román pro mládež, o cestě teenagerů Rebeccy s Alexem po Evropě, během níž prožijí přátelství, lásku, erotiku, zradu, vážnou nemoc i sebevražedné myšlenky[1], do roku 2022 nepřeloženo do češtiny
- Terapeutka (The Therapist), kriminální fiction-fantasy román, (2019), do roku 2021 vydaný v 60 anglickojazyčných vydáních a v 27 jazykových mutacích. Roku 2021 byla přeložena do češtiny a připravuje se její filmové zpracování. Dramatizaci románu pro Český rozhlas připravila Kristýna Franková, v překladu Jitky Jindřiškové, v režii Jakuba Doubravy četla Jana Ondrušková. Premiéra: 28. 2. 2022.[2]
- Milenec (The Lover), román; autorka ohlásila k vydání na červen 2022[3]

### Ostatní
Autorka vydala a vydává ještě povídky a novely, které nebyly přeloženy do cizích jazyků, například:
- Hei skam (2018), dokumentární kniha o studu, jeho příčinách a projevech, do roku 2022 nepřeložena do češtiny